# Epierus villiersi
Epierus villiersi är en skalbaggsart som beskrevs av Cooman 1938. Epierus villiersi ingår i släktet Epierus och familjen stumpbaggar. Inga underarter finns listade i Catalogue of Life.